# Peffekoven (Wipperfürth)
Peffekoven ist eine Ortschaft in der Gemeinde Wipperfürth im Oberbergischen Kreis im Regierungsbezirk Köln in Nordrhein-Westfalen (Deutschland).

## Lage und Beschreibung
Peffekoven liegt im Südwesten von Wipperfürth nahe der Grenze zu Kürten. Nachbarorte sind Ommerborn, Neuenhaus, Hollinden, Berghausen und Alfen.
Der Ort gehört zum Gemeindewahlbezirk 150 und damit zum Ortsteil Thier.
Im Süden der Ortschaft entspringt ein Nebengewässer des in die Kürtener Sülz mündenden Dahlbaches.

## Geschichte
1187 wird der Ort erstmals unter der Bezeichnung „Pepenkhoven“ genannt. In einer Urkunde aus jener Zeit wird der Lehnsnehmer Theodor von Pepenkhoven erwähnt. Die Karte Topographia Ducatus Montani aus dem Jahre 1715 zeigt einen Hof und bezeichnet diesen mit „Peffinghofen“. Die Topographische Aufnahme der Rheinlande von 1825 zeigt unter dem Namen „Pefferkofen“ auf umgrenztem Hofraum fünf getrennt voneinander liegende Grundrisse. In der Preußischen Uraufnahme von 1840 lautet die Ortsbezeichnung „Pesserkotten“. Ab der topografischen Karte der Jahre 1894 bis 1896 wird der heute gebräuchliche Ortsname Peffekoven benutzt.
Im Bereich der Ortschaft steht ein Wegekreuz aus dem Jahre 1902.

## Busverbindungen
Über die 1,1 km nordöstlich gelegene Haltestelle Ommerborn Abzweig der Linie 426 (VRS/OVAG) ist Peffekoven an den öffentlichen Personennahverkehr angebunden.